# Ясногородська страусина ферма

Ясногородська страусина ферма — найбільша в Україні ферма з розведення страусів. Розташована в селі Ясногородці Макарівського району Київської області. Територія — близько 20 га для розведення птахів та близько 60 га під вирощування кормів.
Маткове поголів'я — 36 страусів, завезене в квітні 2001 року з Бельгії. Вже через місяць — в червні з'явилися на світ перші страусенята.
Загальна кількість страусів, різного віку, що одночасно знаходяться на фермі перевищує сотню. На фермі дорослих страусів тримають у спеціально огороджених загонах сім'ями — один самець і декілька самиць.
Обслуговує птахів десяток фахівців, які одночасно ведуть наукові і селекційні роботи. Страуси добре адаптувалися до українського клімату і вітчизняних кормів.
На території ферми також розташовані — шинок, дитячий майданчик та мінізоопарк з:
- звірами: козами, вівцями, кіньми, віслюками, дикими кабанами та в'єтнамськими карликовими свинями, є двогорбий верблюд;
- птахами: цесарками, павичами, фазанами, качками, індиками, гусаками.

Ферма спеціалізується на продажі як дорослих птахів так і страусенят. Крім того продукцією ферми є страусиний корм, м'ясо та яйця птахів, шкіра, пір'я, жир, кігті, інкубатори та сувеніри. Однією з форм прибутку підприємства — є прийом туристів та проведення екскурсій по фермі. Крім статусів на фермі є невеличкий контактний зоопарк де проживають павліни, сови, олені, лами, альпаки, верблюди, єноти, овечки тощо.
Зараз на фермі купують страусів для розведення птахівники з Миколаївщини, Херсонщини, Одещини, Тернопільщини, Хмельниччини, Сумщини, Кіровоградщини. Завдяки Ясногородці страусівництво поширюється і на Київщині. Нині тут нараховується біля десяти таких господарств. Зі свого боку ферма надає всіляку допомогу з питань утримання птахів, годування, лікування хвороб.
Під час російського вторгнення в Україну на страусиній фермі, що знаходиться в Ясногородці під Києвом, загинула велика кількість тварин, а їх вольєри згоріли. 
|                   |  |        |  |                              |  |
| Дитячий майданчик |  | Страус |  | Фазан мисливський в зоопарку |  |